# Böle, Östersunds kommun
Böle är en by i Frösö distrikt (Frösö socken) som ligger cirka 5-6 km utanför Östersund i Jämtland. Bebyggelsen i Böle ingår i småorten Böle och Fillsta.
Cirka 2 km från byn ligger Vallsundsbron som anknyter Böle med omnejd till Frösön. Innan bron stod klar hösten 1998 fanns istället en färjeförbindelse över Vallsundet. Brons färdigställande förkortade avståndet och ökade tillgängligheten till Östersunds centrala delar avsevärt. Detta ledde till ökad inflyttning och nybyggnationer i Böle och området runt byn (som i folkmun kallas för Annersia, eller Bättersia).
I byn finns en liten skola som fram till 2003 varit kommunal. Efter att skolan hotats av nedläggning togs skolan över och drivs nu privat.[källa behövs]